# Autographa corusca
Autographa corusca là một loài bướm đêm trong họ Noctuidae.